# Casa de Saxa-Coburg și Gotha

Blazonul Casei de Saxa-Coburg și Gotha

Casa de Saxa-Coburg și Gotha este o dinastie de origine germană, linie a Casei saxone de Wettin care a condus ducatele Ernestiene inclusiv ducatul de Saxa-Coburg și Gotha. Întemeiată de Ernest Anton, al 6-lea duce de Saxa-Coburg-Saalfeld, este casa regală a câtorva monarhii europene și ramuri ale actualelor case domnitoare în Belgia prin descendenții lui Leopold I și în Commonwealth prin descendenții Prințului Albert.
Din cauza sentimentului anti-german în Regatul Unit în timpul Primului Război Mondial, George al V-lea al Regatului Unit a schimbat numele Casei din Saxa-Coburg și Gotha în Windsor în 1917. Același lucru s-a întâmplat în Belgia unde a fost schimbat în van België (olandeză) sau de Belgique (franceză).

## Ramuri

### Ramura ducală

#### Duci, 1826–1918
- Ernest I 1826–1844
- Ernest II 1844–1893
- Alfred 1893–1900
- Charles Edward 1900–1918

#### Șefi ai casei din 1918
- Charles Edward 1918–1954
- Friedrich Josias 1954–1998
- Andreas 1998–2025
- Hubertus 2025-prezent

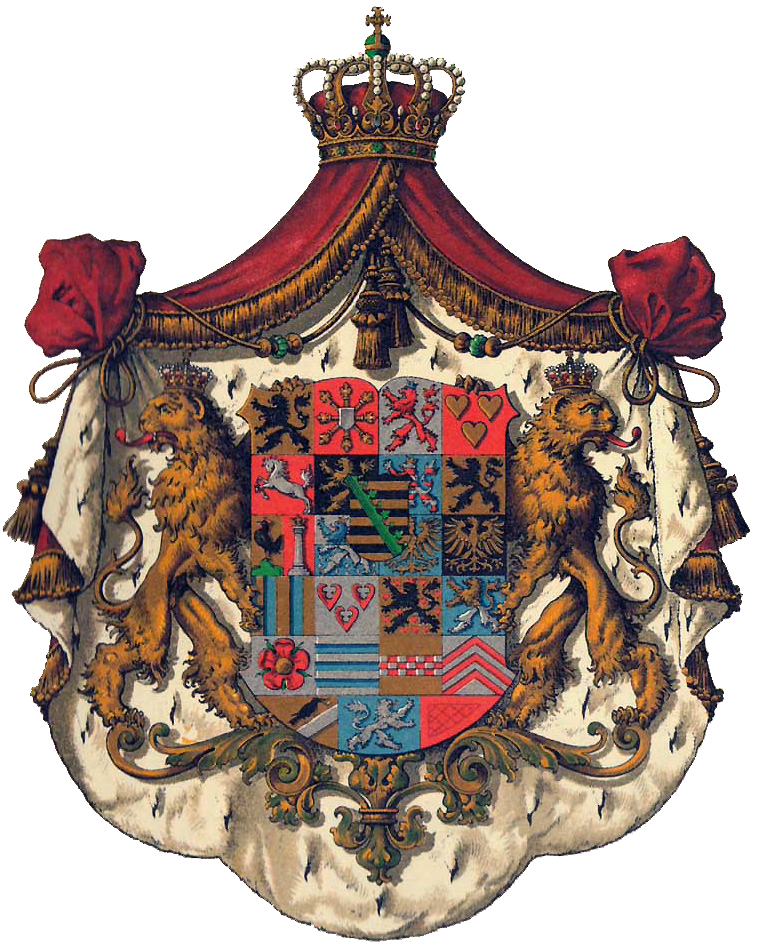
Blazonul de Saxa-Coburg și Gotha
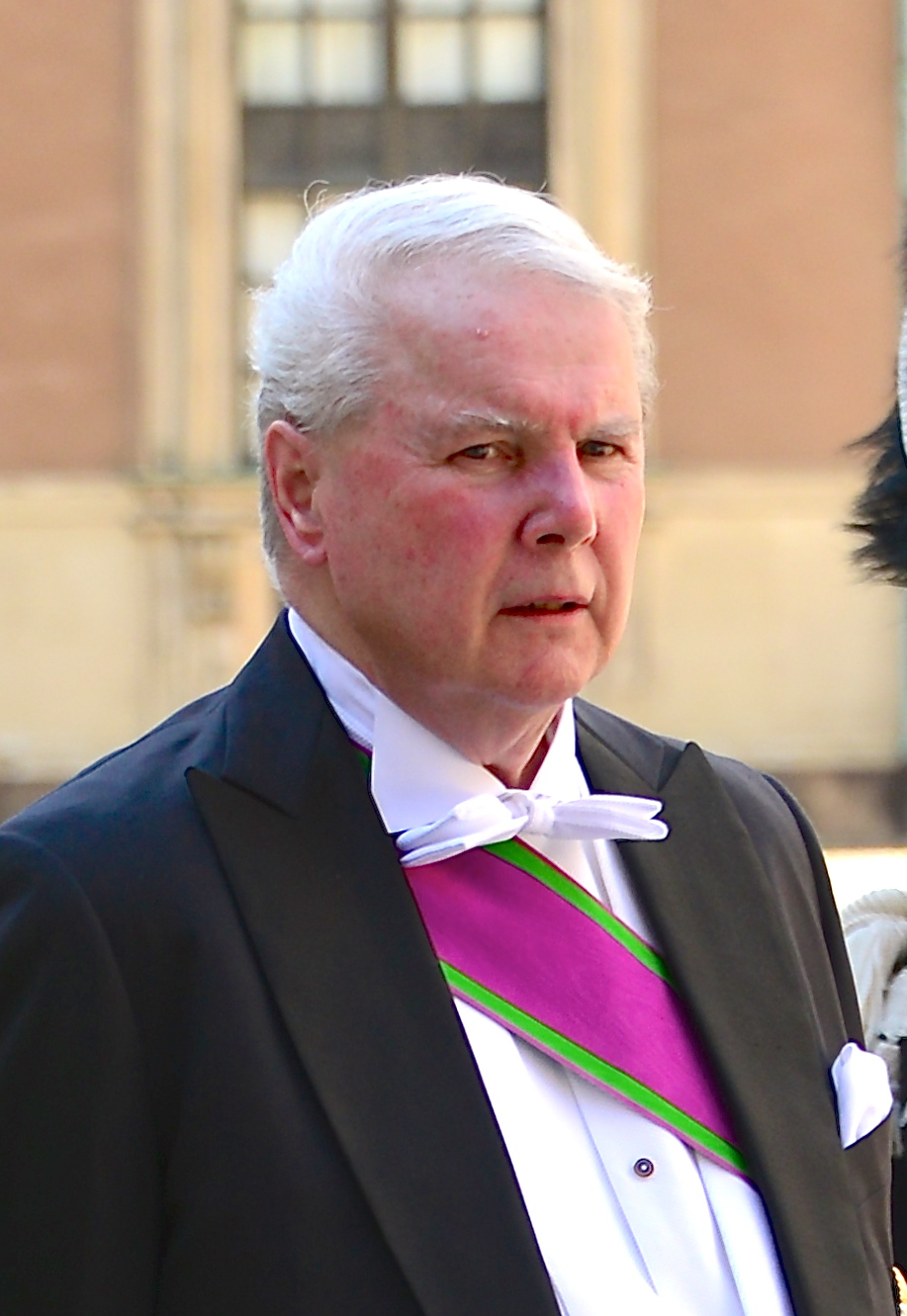
Andreas, Prinț de Saxa-Coburg și Gotha (n. 1943), șeful casei ducale (1998-2025)
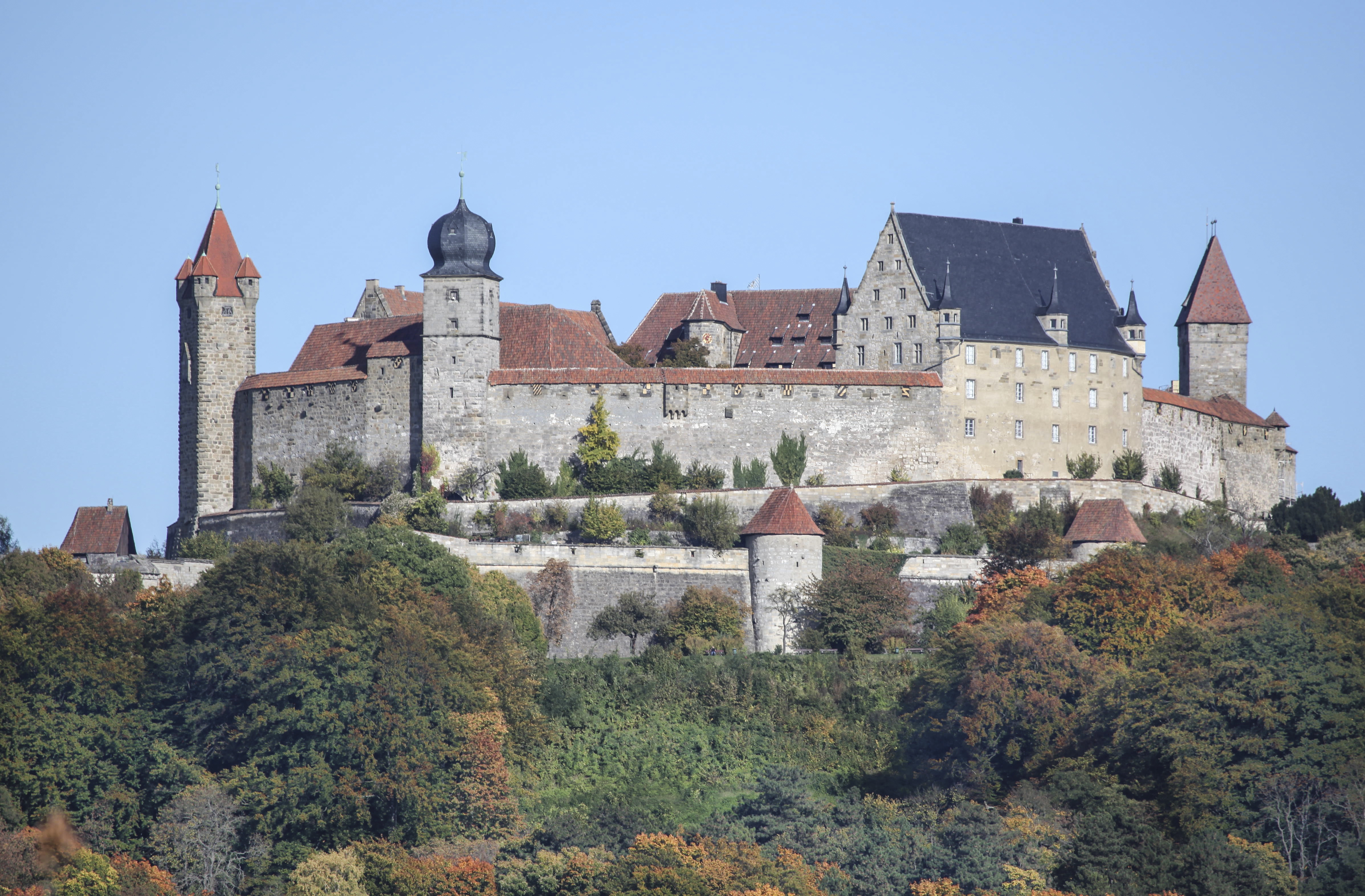
Veste Coburg, locul ancestral al Casei de Saxa-Coburg și Gotha
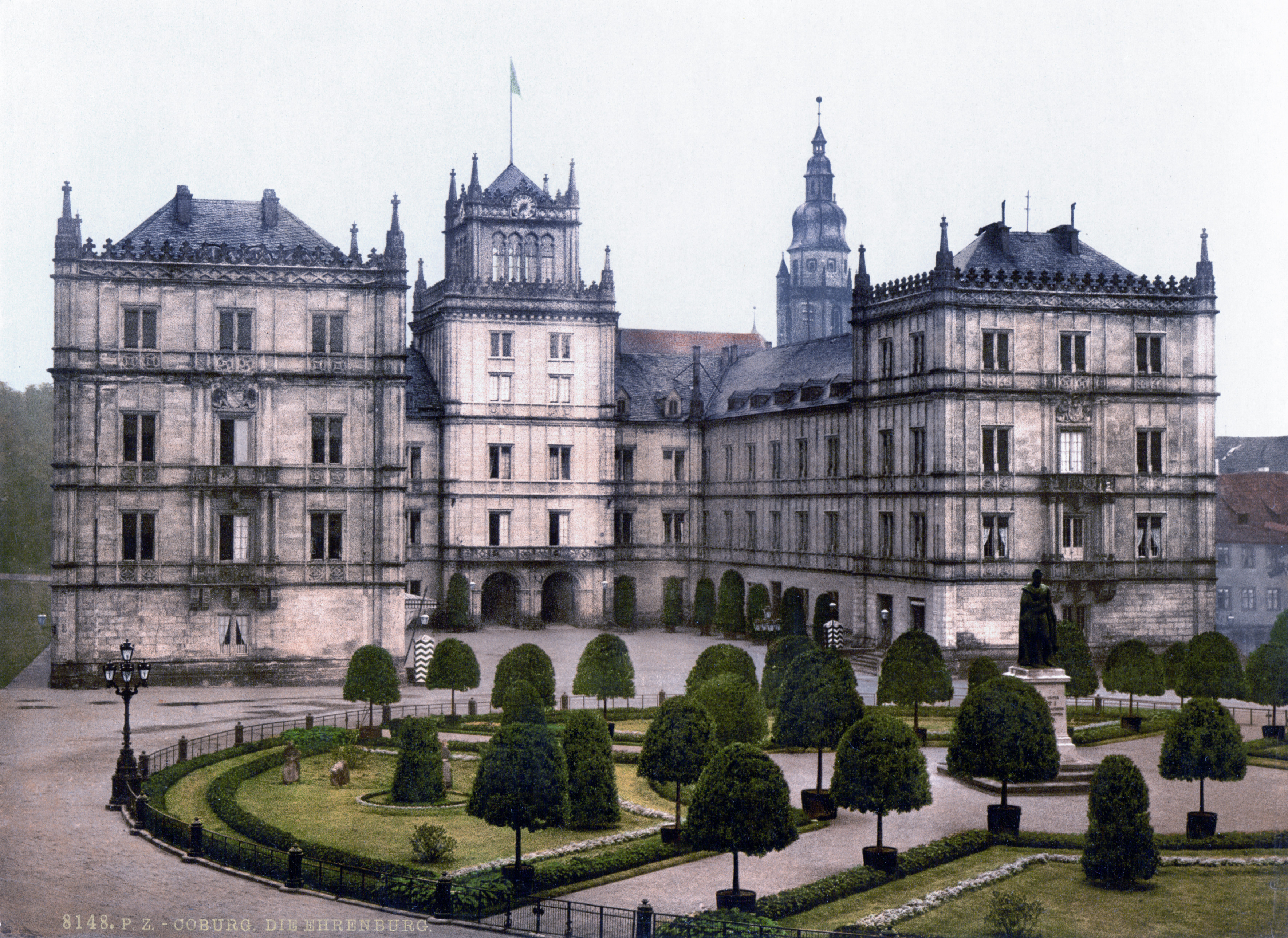
Palatul Ehrenburg, reședința de vară din Coburg
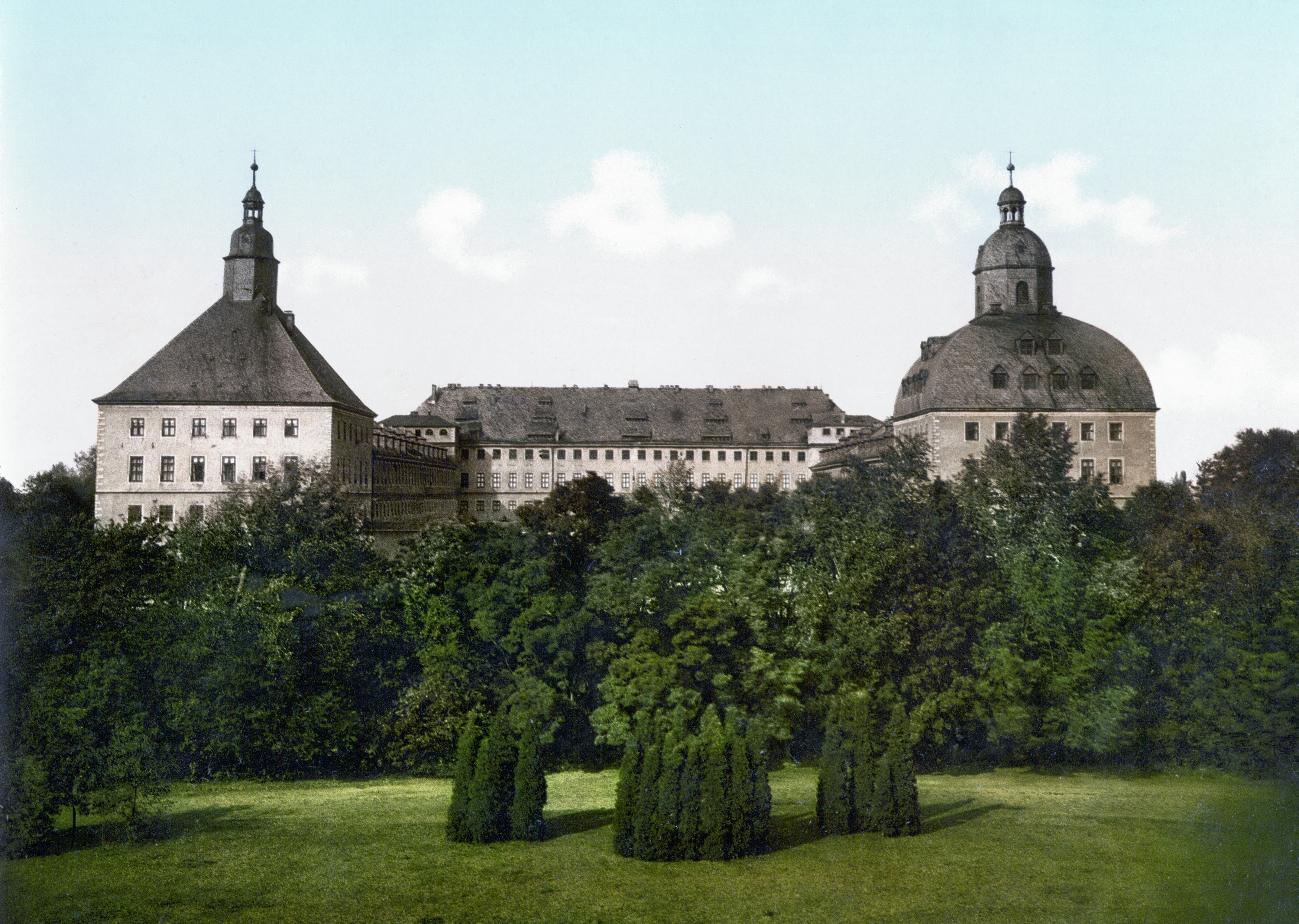
Castelul Friedenstein, reședința de iarnă din Gotha
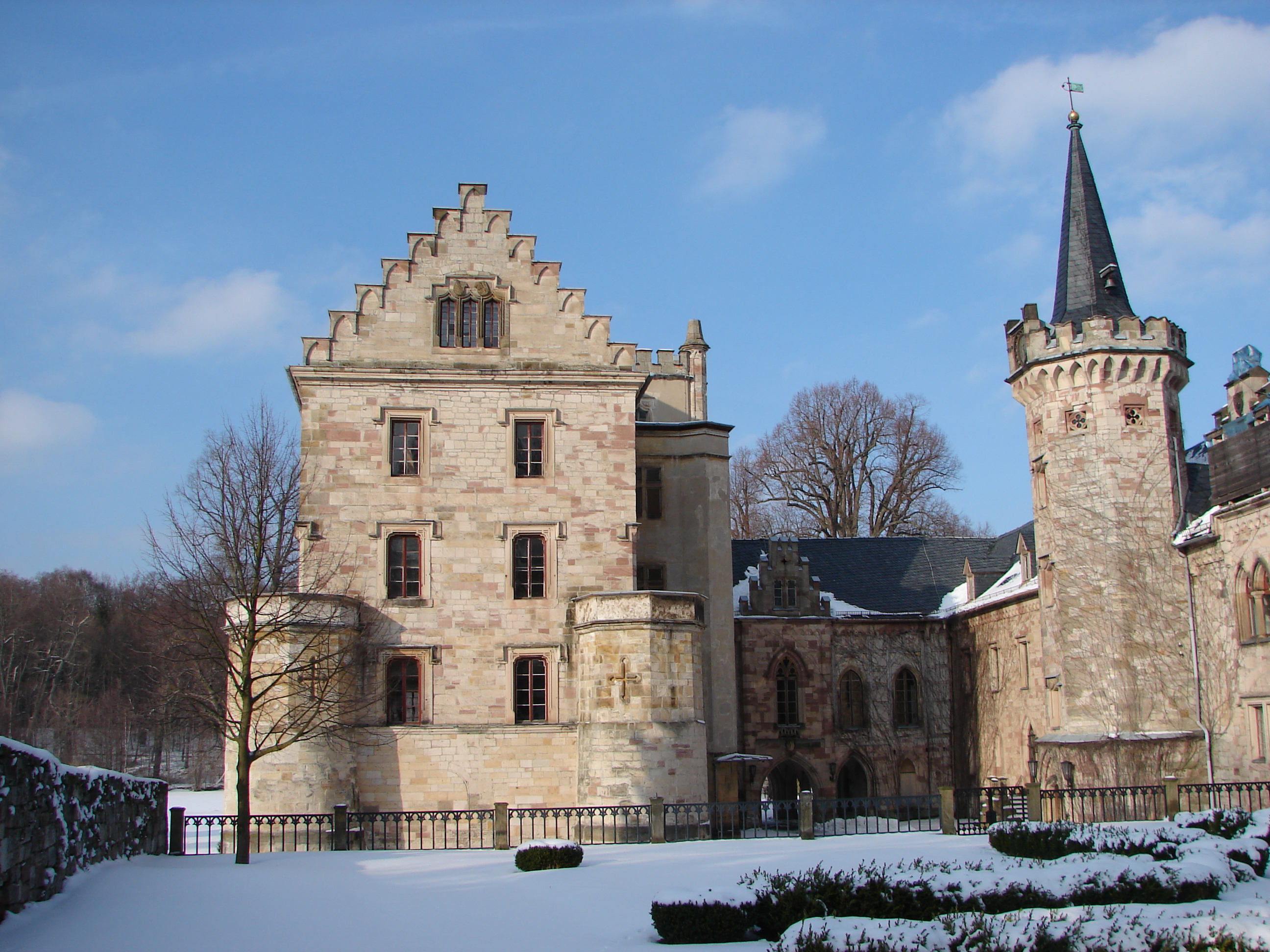
Castelul Reinhardsbrunn, Gotha
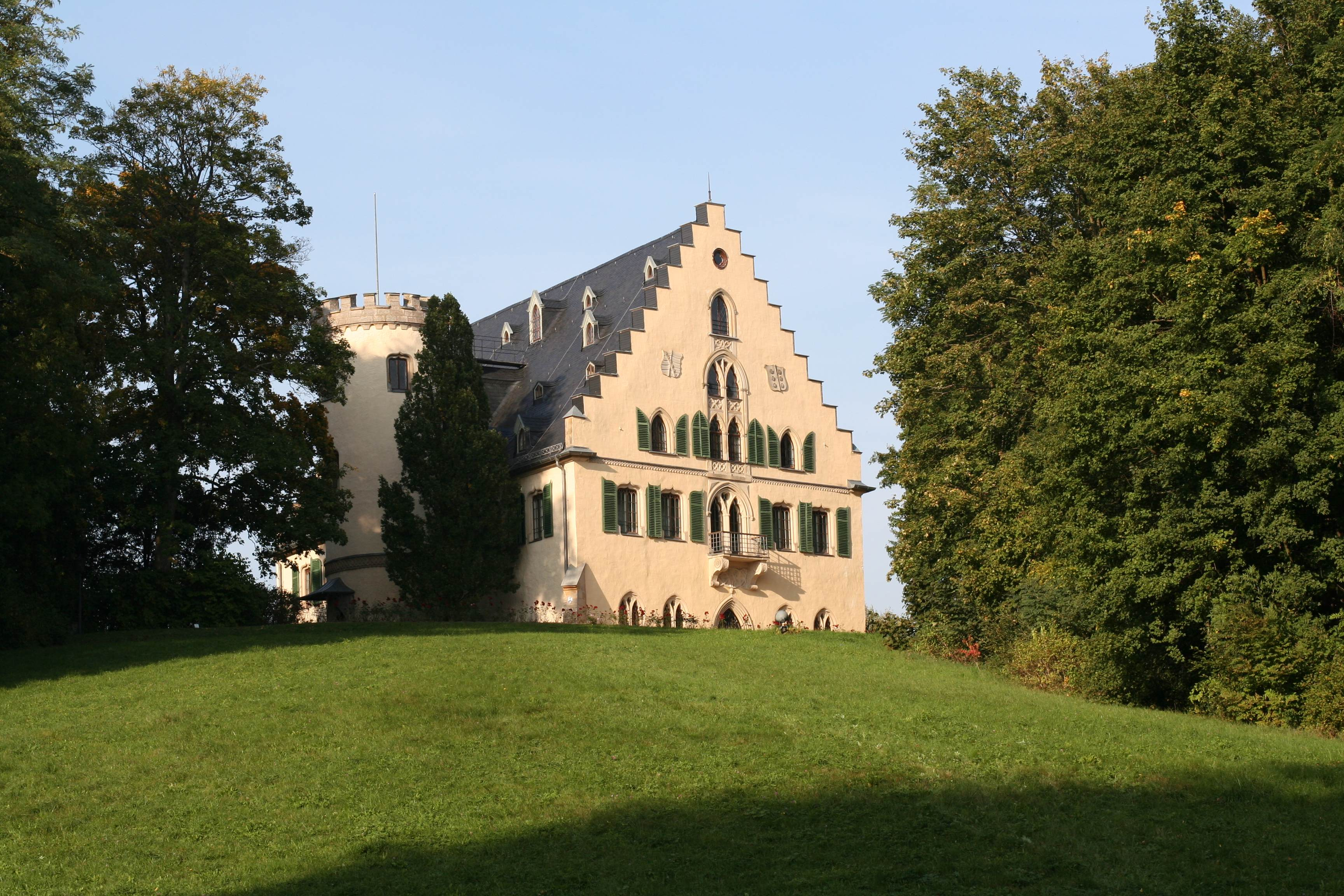
Castelul Rosenau, Coburg
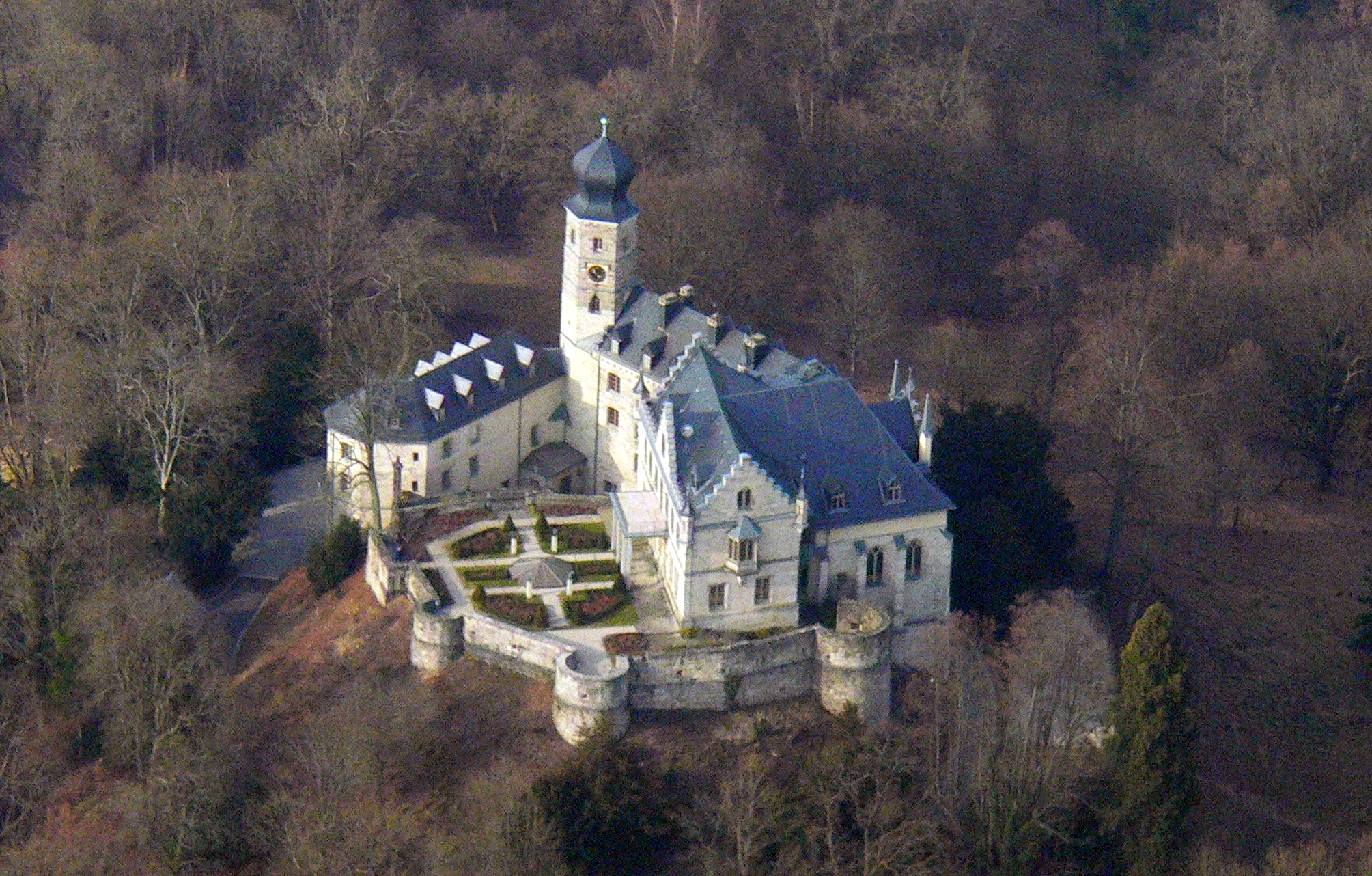
Castelul Callenberg, Coburg
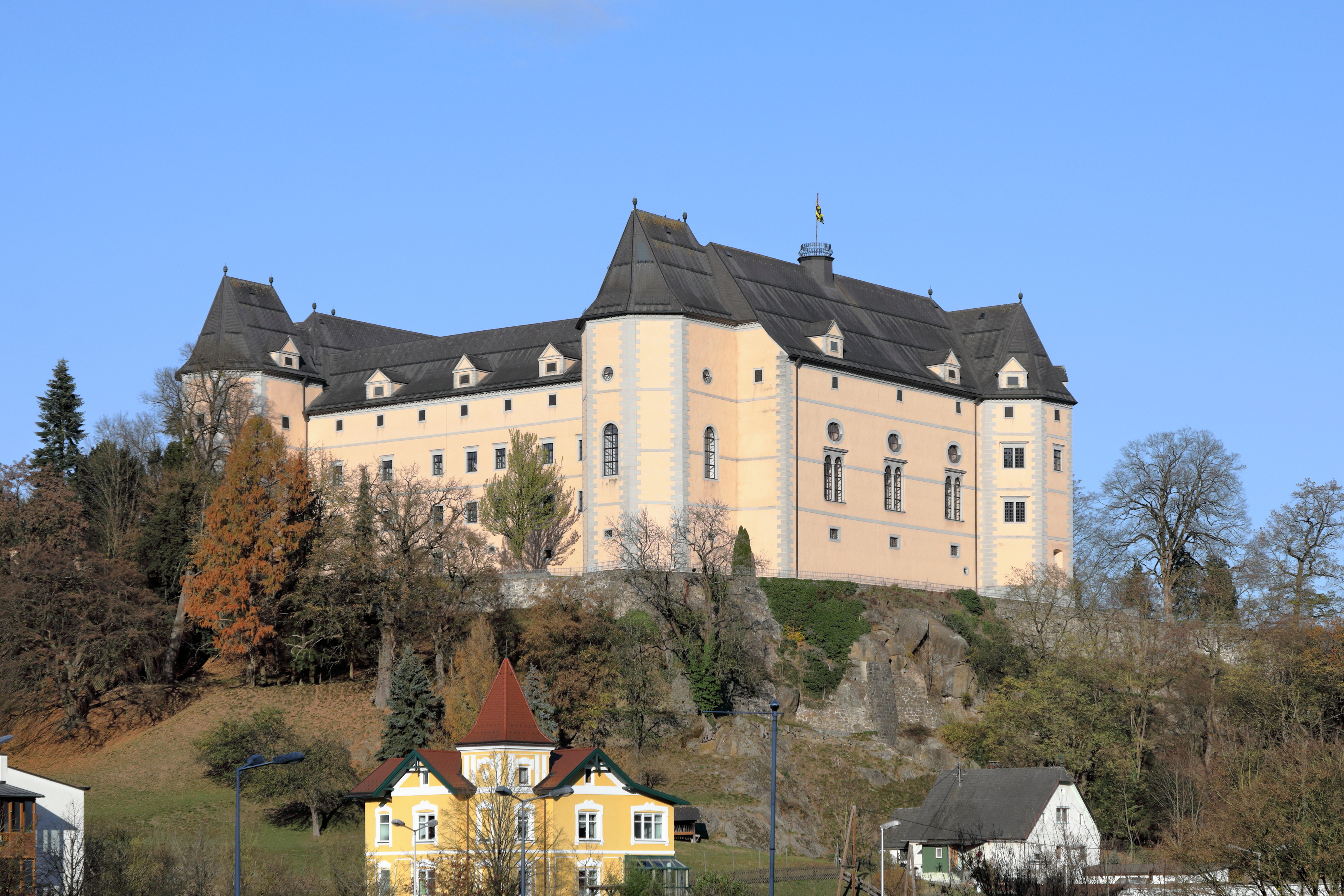
Castelul Greinburg, Grein, Austria
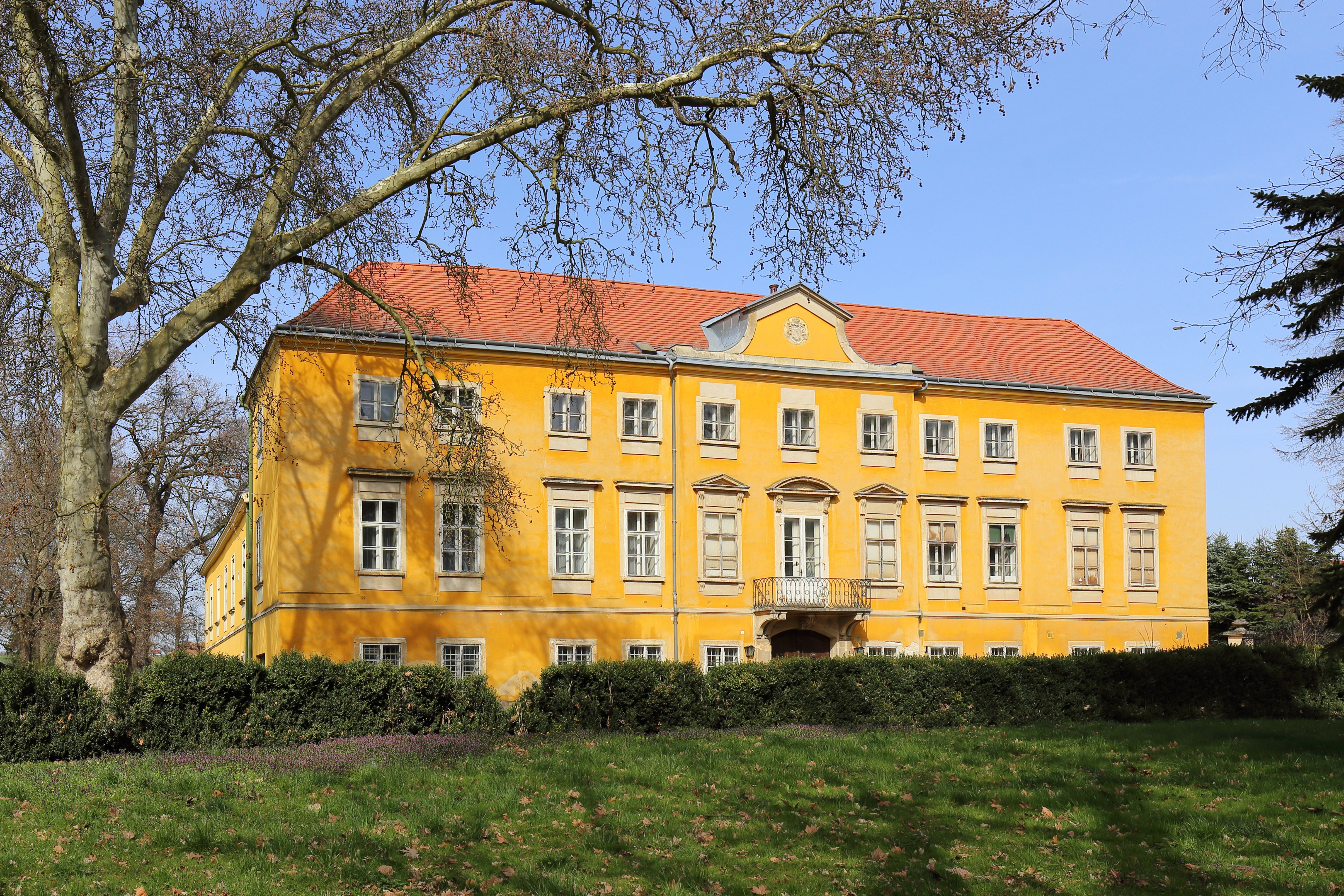
Castelul Walterskirchen, Austria

### Regi ai belgienilor

Blazonul regilor belgieni ai Casei de Saxa-Coburg și Gotha

Leopold de Saxa-Coburg și Gotha, fratele mai mic al lui Ernst I de Saxa-Coburg și Gotha a depus în anul 1831 jurământul ca rege al Belgiei sub numele Leopold I al Belgiei (1831-1865). I-au urmat la tron:
- Leopold al II-lea (1865-1909)
- Albert I (1909-1934)
- Leopold al III-lea (1934-1951)
- Baudouin I (sau Baldovin) (1951-1993)
- Albert al II-lea (1993-2013)
- Filip (2013-prezent)

Din cauza Primului Război Mondial, numele de familie a fost schimbat în 1921 în van België, de Belgique sau von Belgien ("din Belgia"), în cele trei limbi oficiale ale țării (olandeză, franceză și germană) - acest nume de familie este folosit pe cărți de identitate și în toate documentele oficiale. Stemele din Saxonia au fost eliminate din stema de arme regală belgiană. Alți Coburgi din familia Saxa-Coburg și-au schimbat, de asemenea, numele. De exemplu, regele George al V-lea al Marii Britanii a adoptat numele de familie de Windsor, după locul de reședință al familiei regale.

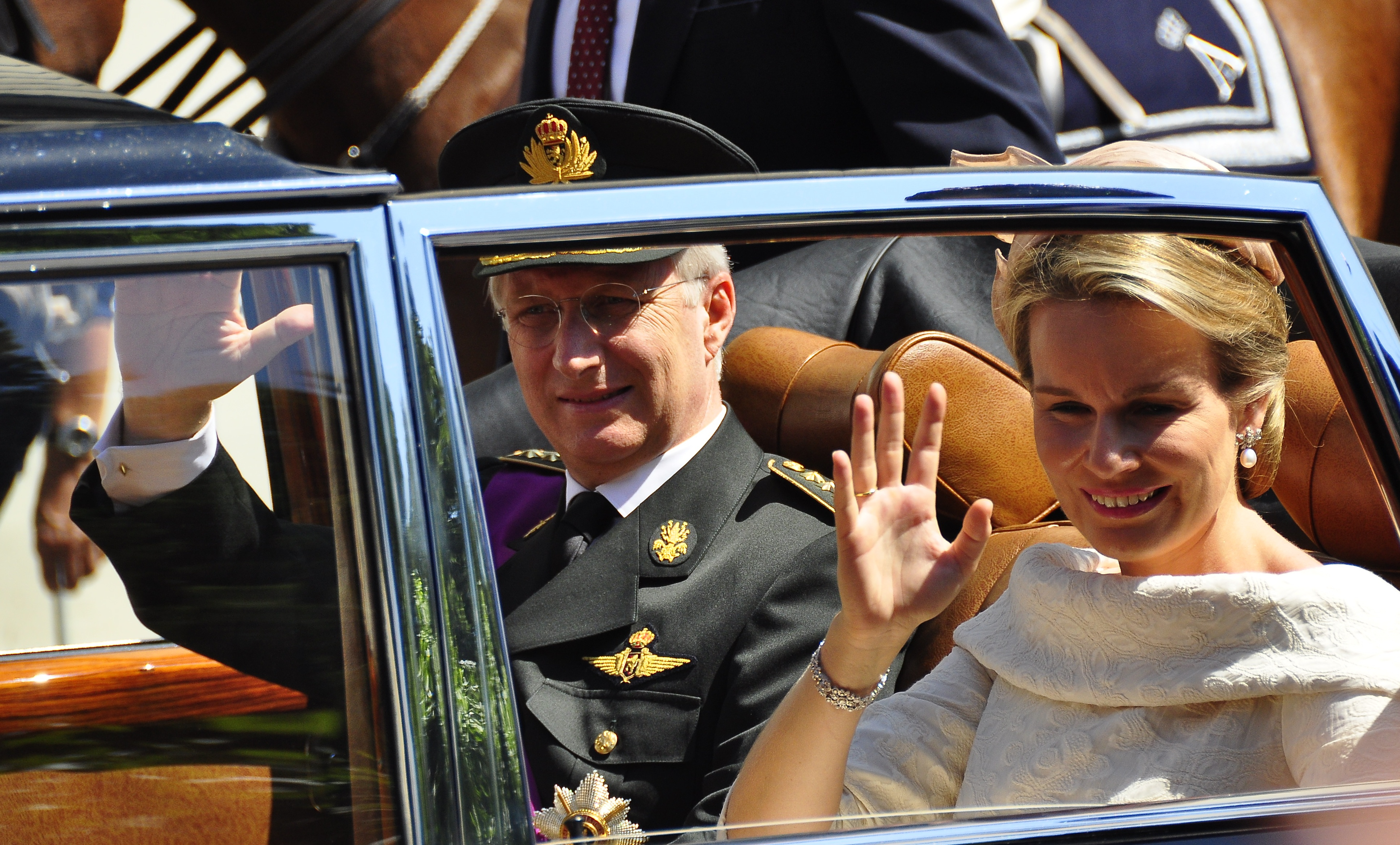
Regele Filip al Belgiei și regina Mathilde a Belgiei
Palatul Regal din Bruxelles
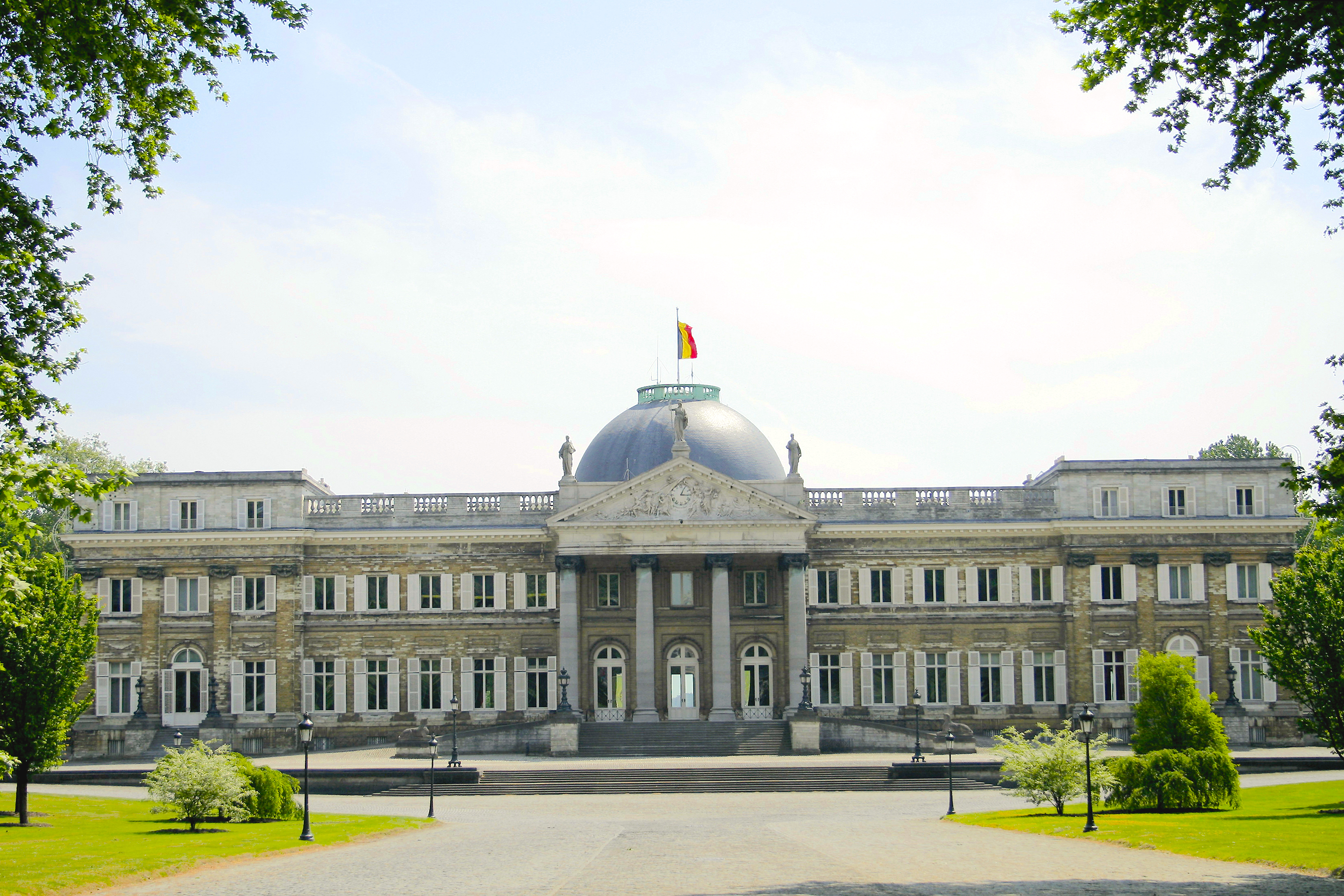
Palatul Regal din Laeken

### Portugalia

Blazonul din Casa de Bragança-Saxa-Coburg și Gotha

Ferdinand de Saxa-Coburg și Gotha, nepotul lui Ernst I de Saxa-Coburg și Gotha, s-a căsătorit cu regina Maria a II-a a Portugaliei (ultima din Casa de Bragança), iar urmașii lor au domnit în Portugalia până în 1910, când a fost instaurată republica.
- Petru al V-lea al Portugaliei (1853-1861)
- Ludovic al Portugaliei (1861-1889)
- Carol I al Portugaliei (1889-1908)
- Manuel al II-lea al Portugaliei (1908-1910)

Manuel al II-lea aa murit fără moștenitori în 1932. El a recunoscut ca succesor Maria Pia de Saxa-Coburg-Gotha Bragança, descendent al regelui Ferdinand al II-lea sau al casei ducale de Bragança-Saxa-Coburg și Gotha.

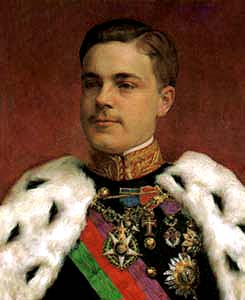
Regele Manuel II (domnie:1908–1910, d.1932)

### Bulgaria

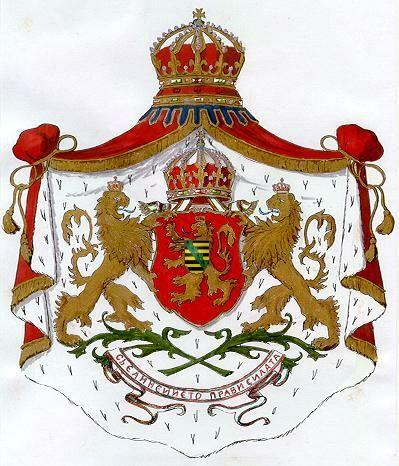
Blazonul regilor Bulgariei din Casa de Saxa-Coburg și Gotha

Un strănepot al lui Ernst I de Saxa-Coburg și Gotha, pe care l-a chemat tot Ferdinand de Saxa-Coburg și Gotha a devenit în anul 1887 rege al Bulgariei, sub numele Ferdinand I al Bulgariei (1887-1918). Urmașii săi la tronul Bulgariei:
- Boris al III-lea (1918-1943)
- Simeon al II-lea (1943-1946); între 2001-2005 prim-ministru al Bulgariei.

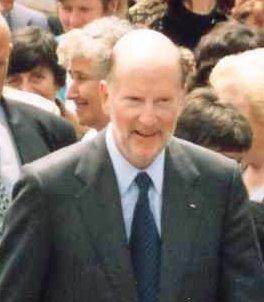
Regele Simeon II al Bulgariei (domnie: 1943–1946)

### Regatul Unit al Marii Britanii

Blazonul lui Eduard de Saxa-Coburg-Gotha, Prinț de Wales, primul "Coburg" care devine rege al Regatului Unit și al Irlandei sub numele de Eduard al VII-lea în 1901

În anul 1840, cu ocazia căsătoriei reginei Victoria a Marii Britanii (din Casa de Hanovra) cu prințul Albert de Saxa-Coburg și Gotha numele oficial al casei regale britanice a devenit de Saxa-Coburg și Gotha. În timpul Primului Război Mondial regele George al V-lea al Regatului Unit a schimbat numele casei domnitoare a Marii Britanii din „Saxa-Coburg și Gotha” în „Casa de Windsor””, pentru a evita suspiciunile germanofobe.
- Eduard al VII-lea (1901-1910)
- George al V-lea (1910-1936)1
- Eduard al VIII-lea (1936)
- George al VI-lea (1936-1952)
- Elisabeta a II-a (1952-2022)

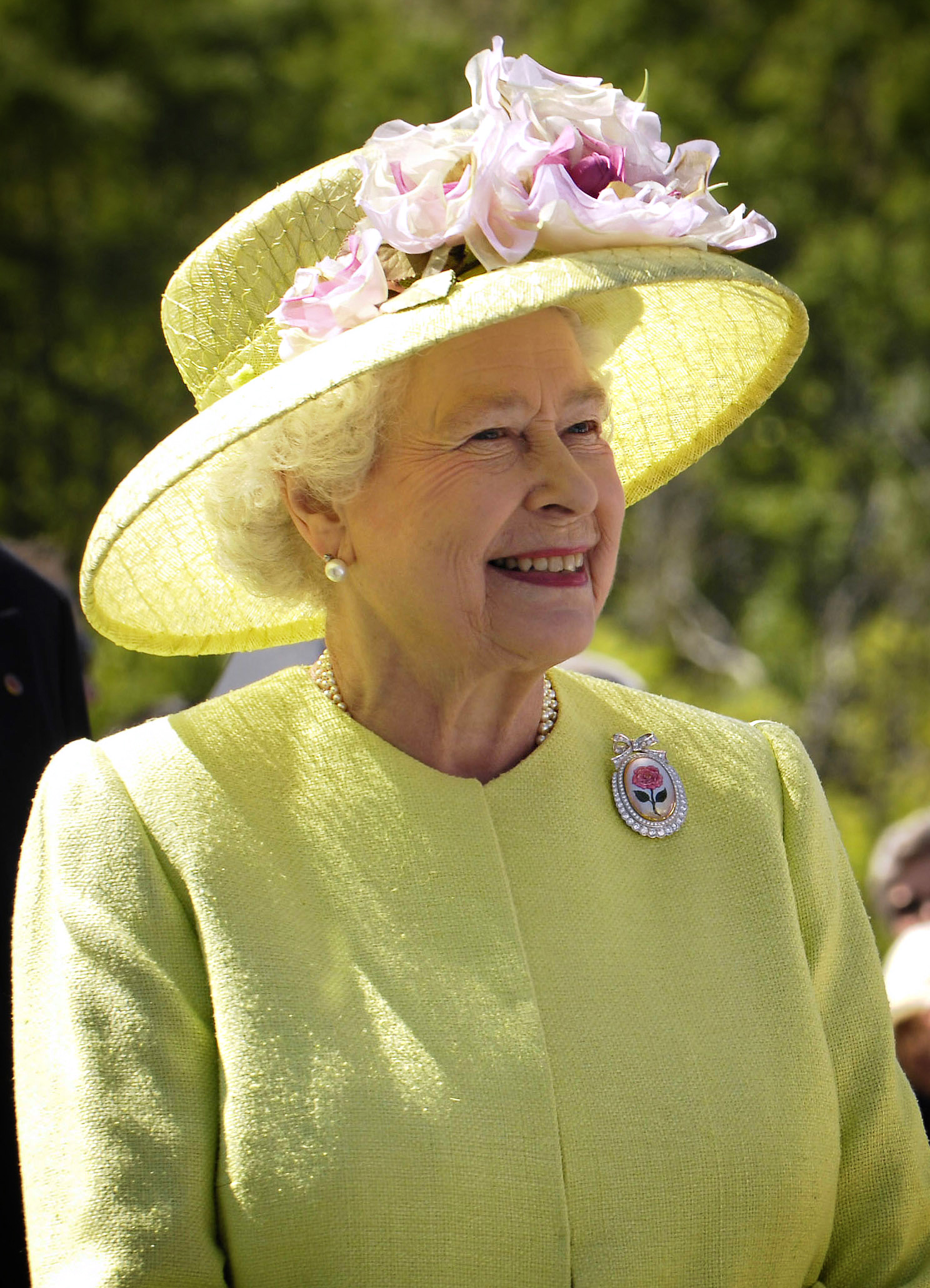
Regina Elisabeta a II-a a Regatului Unit